# Phượng Sơn
Phượng Sơn là một phường thuộc tỉnh Bắc Ninh, Việt Nam.

## Địa lý
Phường Phượng Sơn có vị trí địa lý:
- Phía đông giáp phường Chũ
- Phía tây giáp các xã Lục Nam và Đông Phú
- Phía nam giáp các xã Trường Sơn và Nghĩa Phương
- Phía bắc giáp xã Kiên Lao.

Phường Phượng Sơn có diện tích 78,74 km², dân số 41.342 người, mật độ dân số đạt 525 người/km².

## Hành chính
Phường Phượng Sơn được chia thành 15 tổ dân phố: Ải, Cầu Đất, Cầu Từ, Chể, Đầm, Hạ Mã, Kim 1, Kim 2, Kim 3, Mào Gà, Phú Bòng, Phượng Khanh, Phượng Khê, Từ Xuyên, Trại 1.

## Lịch sử
Trước năm 1945, phần đất xã Phượng Sơn ngày nay thuộc tổng Trù Hựu, phủ Lục Ngạn, tỉnh Bắc Giang. Tổng Trù Hựu có 6 xã: Trù Hựu, Lại Thâm, Từ Xuyên, Lại An, Phú Hương, Lão Hương. Trong đó, có 4 xã thuộc xã Phượng Sơn ngày nay là: Từ Xuyên, Lão Hương, Lại Thâm, Lại An.
Năm 1946, thành lập xã Phượng Sơn trên cơ sở 3 xã: Từ Xuyên, Lão Hương, Lại Thâm.
Tháng 7 năm 1947, Uỷ ban hành chính Liên khu XII ban hành Quyết định về việc:
- Sáp nhập thôn Đầm thuộc xã Mỹ Nương vào xã Phượng Sơn.
- Sáp nhập thôn Tòng Lệnh và thôn An Phú thuộc xã Phượng Sơn vào xã Mỹ Nương.

Ngày 27 tháng 10 năm 1962, Quốc hội ban hành Nghị quyết về việc thành lập tỉnh Hà Bắc trên cơ sở tỉnh Bắc Giang và tỉnh Bắc Ninh. Khi đó, xã Phượng Sơn thuộc huyện Lục Ngạn, tỉnh Hà Bắc.
Ngày 3 tháng 10 năm 1963, Chính phủ ban hành Quyết định về việc thành lập Nông trường mía Lục Ngạn trên cơ sở 2.000 ha diện tích tự nhiên và 300 công nhân của xã Phượng Sơn.
Ngày 6 tháng 11 năm 1996, Quốc hội ban hành Nghị quyết về việc chia tỉnh Hà Bắc thành tỉnh Bắc Giang và tỉnh Bắc Ninh. Khi đó, xã Phượng Sơn thuộc huyện Lục Ngạn, tỉnh Bắc Giang.
Năm 1997, sáp nhập Nông trường mía Lục Ngạn mới giải thể (gồm 3 thôn: Kim 2, Kim 3, Cầu Đất) vào xã Phượng Sơn.
Xã Phượng Sơn có 15 thôn: Ải, Cầu Đất, Cầu Từ, Chể, Đầm, Hạ Mã, Kim 1, Kim 2, Kim 3, Mào Gà, Phú Bòng, Phượng Khanh, Phượng Khê, Từ Xuyên, Trại 1.
Ngày 28 tháng 9 năm 2024, Ủy ban Thường vụ Quốc hội ban hành Nghị quyết số 1191/NQ-UBTVQH15 về việc sắp xếp đơn vị hành chính cấp huyện, cấp xã của tỉnh Bắc Giang giai đoạn 2023 – 2025 (nghị quyết có hiệu lực từ ngày 1 tháng 1 năm 2025). Theo đó:
- Thành lập thị xã Chũ thuộc tỉnh Bắc Giang.
- Thành lập phường Phượng Sơn thuộc thị xã Chũ trên cơ sở toàn bộ 20,65 km² diện tích tự nhiên và quy mô dân số là 13.600 người của xã Phượng Sơn thuộc huyện Lục Ngạn.

Ngày 16 tháng 6 năm 2025, Ủy ban Thường vụ Quốc hội ban hành Nghị quyết số 1658/NQ-UBTVQH15 của UBTVQH về việc sắp xếp các đơn vị hành chính cấp xã của tỉnh Bắc Ninh năm 2025. Theo đó, sắp xếp toàn bộ diện tích tự nhiên, quy mô dân số của phường Phượng Sơn, xã Quý Sơn và xã Mỹ An thành phường mới có tên gọi là phường Phượng Sơn.